# Raková (Eslováquia)
Raková é um município da Eslováquia, situado no distrito de Čadca, na região de Žilina. Tem 41,52 km² de área e sua população em 2018 foi estimada em 5.537 habitantes.

## Demografia
| Ano:        | 1994 | 2004   | 2014   | 2024   |
| ----------- | ---- | ------ | ------ | ------ |
| Broj ljudi: | 4734 | 5120   | 5411   | 5603   |
| Razlika:    |      | +8,15% | +5,68% | +3,54% |

| Ano:               | 2023 | 2024   |
| ------------------ | ---- | ------ |
| Número de pessoas: | 5629 | 5603   |
| Diferença:         |      | -0,46% |